# Zimnița, Iambol
Zimnița (în bulgară Зимница) este un sat în comuna Straldja, regiunea Iambol,  Bulgaria. 

## Demografie
Componența etnică a satului Zimnița
     Bulgari (76,77%)
     Romi (20,73%)
     Nicio identificare (1,21%)
     Altele (1,55%)
La recensământul din 2011, populația satului Zimnița era de 1.804 locuitori. Din punct de vedere etnic, majoritatea locuitorilor (76,77%) erau bulgari, cu o minoritate de romi (20,73%). Pentru 1,21% din locuitori nu este cunoscută apartenența etnică.